# Cattedrale di San Pietro (Bologna)
La cattedrale di San Pietro è il principale luogo di culto della città di Bologna, in Emilia-Romagna, chiesa madre dell'Arcidiocesi omonima.
Si trova in via Indipendenza, nel cuore del centro storico della città, non distante dalla Basilica di San Petronio e dall'Archiginnasio.

## Storia
La prima chiesa posta al di fuori delle mura che alcuni studiosi ipotizzano fungesse da cattedrale, dedicata in origine ai Santi Nabore e Felice e probabilmente risalente al IV secolo, venne distrutta in un incendio nel 906. Si decise così di riedificare la nuova cattedrale dentro le mura di selenite che proteggevano una piccola porzione dei resti della Bononia romana dalle incursioni barbariche. L'edificazione in prossimità della Porta di San Cassiano (poi denominata Porta di San Pietro o Piera) a fianco di un campanile paleocristiano di estrazione ravennate, ellittico nella base e rotondo alla cima, facente parte di un preesistente complesso cultuale probabilmente del VI secolo, deve essere collocata tra il X e l'XI secolo. In un disegno-rilievo di Giuliano da Sangallo custodito nella Biblioteca Vaticana, attinente ad un battistero che sorgeva nelle immediate vicinanze, si vede chiaramente che la planimetria ad ottagono, con quattro portali corrispondenti ai punti cardinali e quattro absidiole, coinciderebbe quasi del tutto con il Battistero degli Ariani a Ravenna. Questo ha fatto supporre che il battistero e il campanile elicoidale (costruito così per essere orientato contro l'azione dei venti predominanti), facessero parte di un perduto complesso dedicato al culto degli Ariani coevo a quello di Ravenna. La chiesa misurava 57 metri di lunghezza, ma un incendio divampato il 1º agosto 1141, la lesionò così gravemente da consigliarne la ricostruzione totale. I lavori di ricostruzione e ampliamento furono affidati a Magister Albertus e la nuova cattedrale venne consacrata da papa Lucio III nel 1184. La nuova chiesa, realizzata in laterizio, misurava 70 metri di lunghezza, 26,80 metri di larghezza per 23 metri di altezza e si presentava nel tipico stilema romanico di tipo lombardo-emiliano con la facciata tripartita a salienti, a tre navate con archi a sesto acuto sostenuti da pilastri polistili e tre absidi corrispondenti alle tre navate. Contemporaneamente fu sopraelevato il campanile da 31 metri a 40 metri.
Nel 1220 Maestro Ventura (maestro campionese o comacino) iniziò la costruzione di un nuovo portale marmoreo sul fianco meridionale della chiesa, detto porta dei leoni. Sia Leandro Alberti che il Vasari rimasero molto stupiti e ammirati da questo portale tanto che lo stesso Vasari, nonostante la sua nota avversione verso le opere medievali, lo descrisse nella seconda edizione delle Vite. L'Alberti riferisce che era composto da due leoni per lato in marmo rosso da cui si innalzavano due colonne terminanti in un arco. Sopra di esso c'erano due telamoni per lato raffiguranti un giovane e un vecchio seduti chini, con le mani poggianti sulle gambe incrociate, i quali a loro volta sostenevano delle colonne tortili terminanti in un ulteriore arco. Nella lunetta vi era scolpito il Cristo con a destra San Pietro e a sinistra San Paolo.

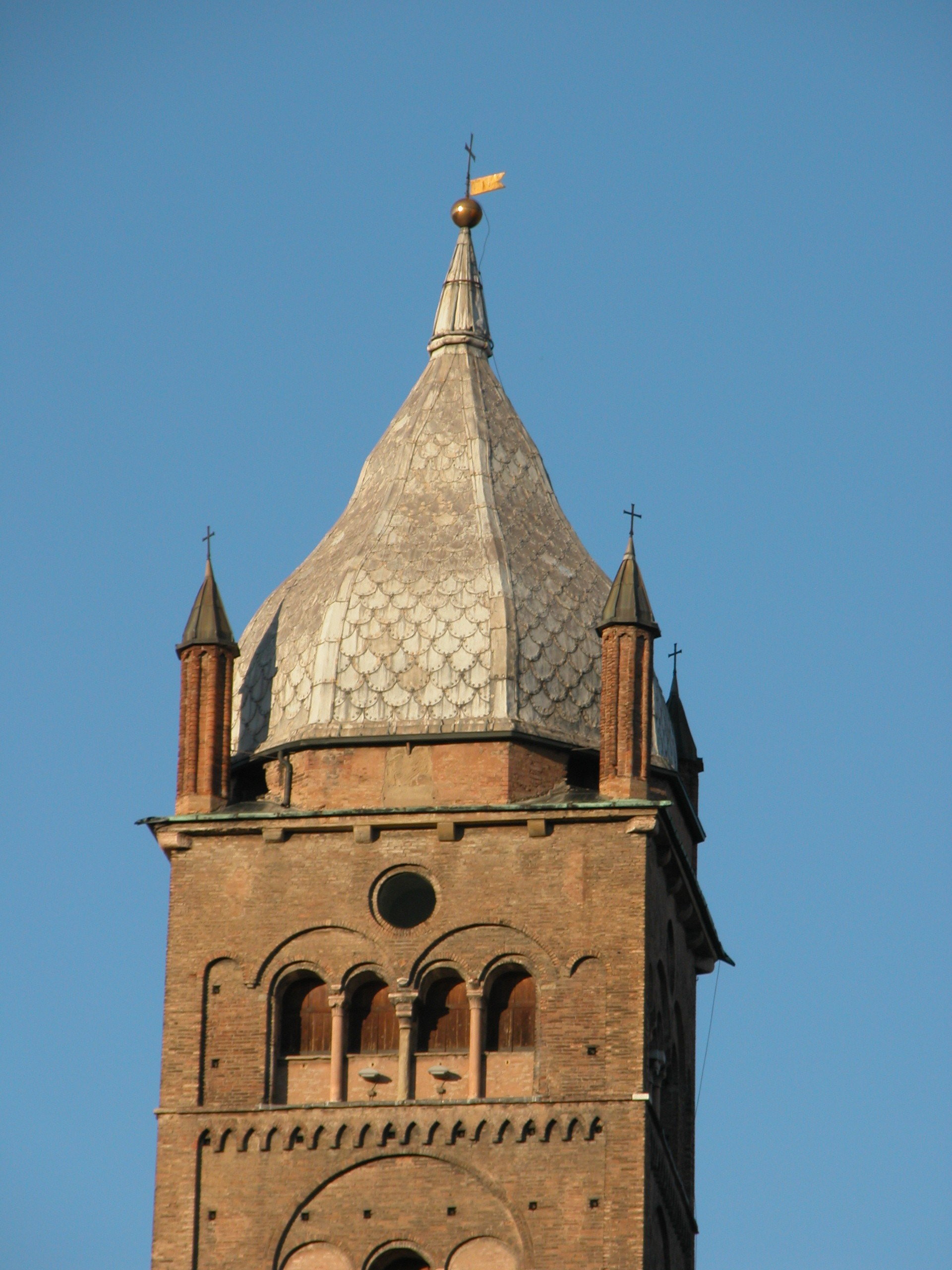
Il campanile.

Il rovinoso terremoto che causò il crollo del tetto della chiesa nel 1222 e del tetto del coro nel 1228, spinsero il capitolo ad affidare nuovi restauri a Maestro Tura che si conclusero nel 1234. Negli anni successivi il Maestro Alberto edificò il rosone sulla porta della facciata (1252) e il nuovo altare maggiore (1261). Con le nuove grandi basiliche dei nascenti ordini mendicanti che si stavano costruendo e completando in città (San Domenico e San Francesco), si impose un incremento di dimensioni della cattedrale, la quale subì diverse manomissioni e ampliamenti nel corso dei secoli successivi.
Nel 1396 fu costruito un alto protiro (portico) sulla facciata, ricostruito tra il 1467 e il 1500. Dal 1477 circa vi lavorarono i pittori ferraresi Francesco del Cossa ed Ercole de' Roberti nella Cappella Garganelli; il loro ciclo di affreschi ebbe notevole influenza su Niccolò dell'Arca e Michelangelo (perduti con la riedificazione, si salvò solo un frammento ora conservato nella Pinacoteca Nazionale di Bologna).
Dietro ordine del cardinale Gabriele Paleotti, a partire dal 1575 l'edificio fu radicalmente ristrutturato all'interno, iniziando dalla parte absidale e dal coro. I lavori furono affidati a Domenico Tibaldi prima e a Pietro Fiorini poi, ma queste modifiche furono talmente profonde e così invasive da far crollare le volte nel 1599. Domenico Tibaldi fu influenzato dal fratello maggiore Pellegrino, che interpretò il progetto di riforma dell'architettura ecclesiastica elaborato da san Carlo Borromeo (1538-1584), prima studente nella città e in seguito legato pontificio negli anni dal 1560 al 1565, mentre era del Vicelegato Pier Donato Cesi.
Nel frattempo nel 1582 la chiesa era stata elevata al rango di "chiesa metropolitana" (sede vescovile con giurisdizione sui vescovi e sulle diocesi del medesimo territorio) da papa Gregorio XIII.
Fu infine riedificata all'inizio del Seicento su progetto di Giovanni Mazenta e Nicolò Donati col nuovo stilema gotico: vennero modificate l'abside, le volte (da capriate a crociera), gli archi delle pilastrate con dei nuovi a sesto acuto tipici del gotico; le pareti laterali vennero demolite per fare spazio a cappelle e sacelli, snaturando completamente l'originale iconografia romanica. Durante i lavori venne demolita la "porta dei leoni". Oggi si possono ammirare solo uno dei telamoni con la colonna tortile nella cappella settecentesca del battistero all'interno della cattedrale e i due leoni utilizzati come acquasantiere.
Sistemato l'interno in maniera quasi definitiva, tra il 1743 e il 1747 sotto la direzione dell'architetto Alfonso Torreggiani e per volere di papa Benedetto XIV già arcivescovo di Bologna, venne abbattuto il vecchio portico, recuperato due cappelle una per parte ed eretta la nuova facciata. Nel 1776 Francesco Tadolini ricostruì in forma classica il timpano che minacciava di cadere.
Alla fine del XIX secolo, a causa degli sventramenti per la realizzazione di via Indipendenza, venne cancellato per sempre lo slargo antistante la chiesa, noto, appunto, come "piazza San Pietro" o anche "piazza Duomo".

## Descrizione

### Esterno
(Iscrizione sull'esterno della tribuna)

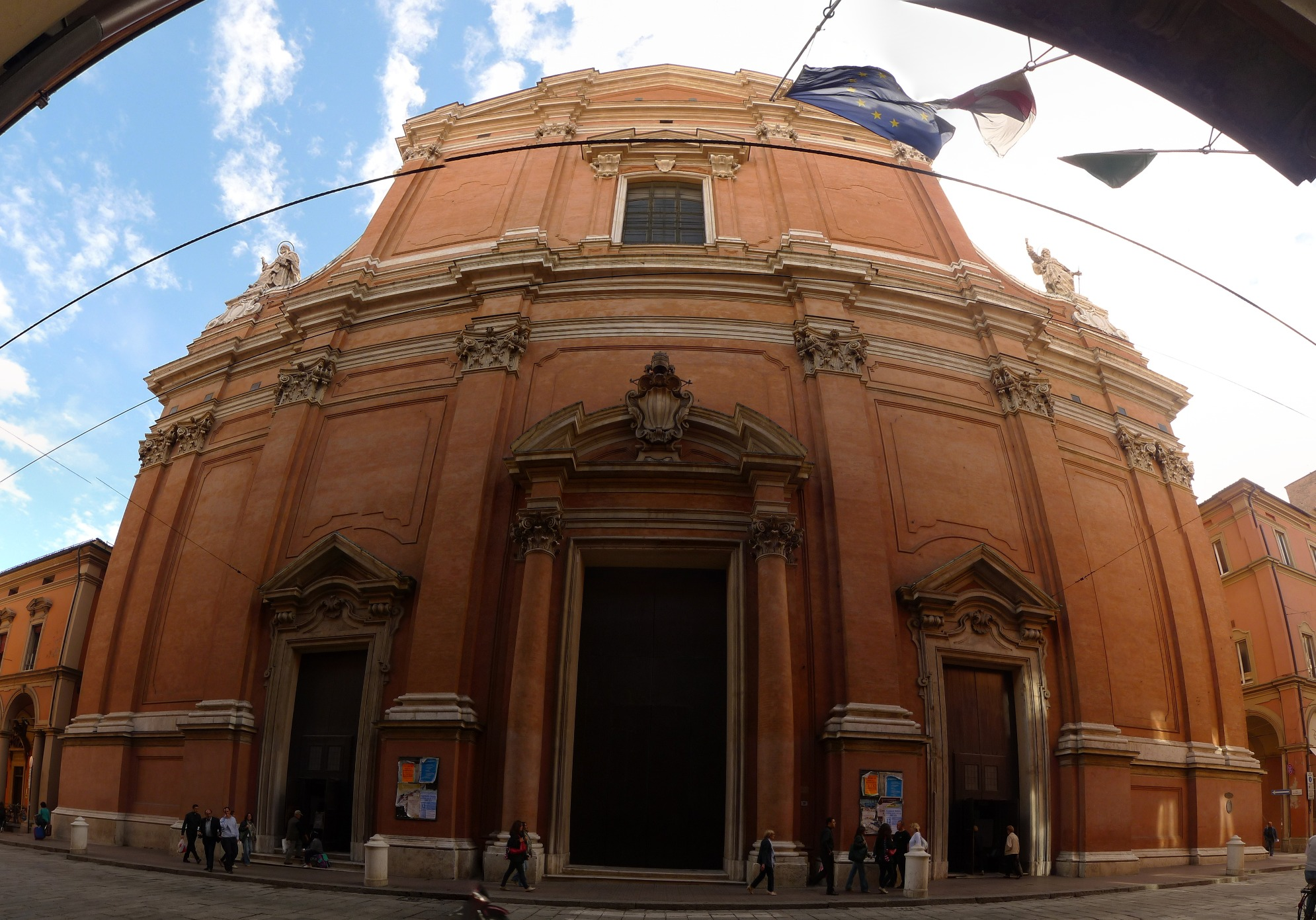
La facciata vista dal basso

La facciata è tipicamente barocca, con struttura a salienti e paramento murario in mattoncini rossi e decorazioni in marmo. Essa è suddivisa in due fasce sovrapposte da un alto cornicione: la fascia inferiore, è divisa da lesene corinzie in cinque sezioni. Quelle laterali, chiuse, coincidono con le navate laterali, mentre le tre centrali presentano tre portali, che si aprono tutti sulla navata centrale. Il portale centrale è più grande e sormontato da un frontone contenente lo stemma di Benedetto XIV sorretto da due colonne; la fascia superiore, invece, ospita, al centro, un grande finestrone ed è divisa da lesene corinzie in tre settori e negli spioventi sulla fascia inferiore presenta, a sin., enorme scultura di San Pietro, opera di Agostino Corsini e a destra scultura di San Paolo, opera del fiammingo Peter Verschaffelt, terminate attorno al 1750. La facciata termina con un frontone classico triangolare.
Il campanile paleocristiano a base irregolarmente rotondeggiante e cima rotonda non fu mai demolito e oggi si può ancora ammirare all'interno dell'altro che gli fu costruito attorno. Più alto (circa 70 metri) a base quadrata è un capolavoro di sagramatura nel medesimo stile della chiesa. Furono aggiunti oltre i 40 m, tre vani il più alto dei quali, illuminato da una quadrifora per lato, costituisce la cella campanaria. I lavori di edificazione terminarono nel 1227 se si esclude la guglia di legno coperta di piombo che fu costruita nel 1254 e rifatta in muratura al posto del legno nel 1426. La torre campanaria ospita la più grossa campana suonabile "alla bolognese", detta "la nonna", pesante ben 33 quintali, che insieme ad altre tre campane forma un concerto di 65 quintali. L'elevato peso, comporta un'onda molto forte, specialmente in fase di "scappata" e "calata". Tant'è che spesso "la nonna" viene lasciata puntellata con la bocca verso l'alto al termine dei doppi, e solo raramente si effettuano "scappate" e "calate" con tutte e quattro le campane, che richiedono una squadra di ben ventitré campanari. Il semplice suono "a trave" partendo con le campane già "in piedi" (forma di suono semplificata normalmente impiegata nei servizi ordinari) richiede una squadra di ben undici suonatori.
Questi i dati tecnici delle campane: 
| N. | Nome                               | Nota musicale | Diametro (cm) | Fonditore                                                | Anno di fusione | Peso (kg) |
| -- | ---------------------------------- | ------------- | ------------- | -------------------------------------------------------- | --------------- | --------- |
| 1  | "Grossa", o "Nonna", o "Campanone" | Si2           | 166,5         | Cesare Vernizzi (Bologna) Johannes Lamprecht (Sciaffusa) | 1595            | 3000      |
| 2  | "Mezzana", o "Mezzanone"           | Mi3           | 120,5         | Pietro Francesco Censori (Bologna)                       | 1623            | 1300      |
| 3  | "Mezzanella"                       | Fa#3          | 107           | Angelo Rasori (Bologna)                                  | 1789            | 850       |
| 4  | "Piccola"                          | Sol#3         | 95,3          | Angelo Rasori (Bologna)                                  | 1788            | 570       |

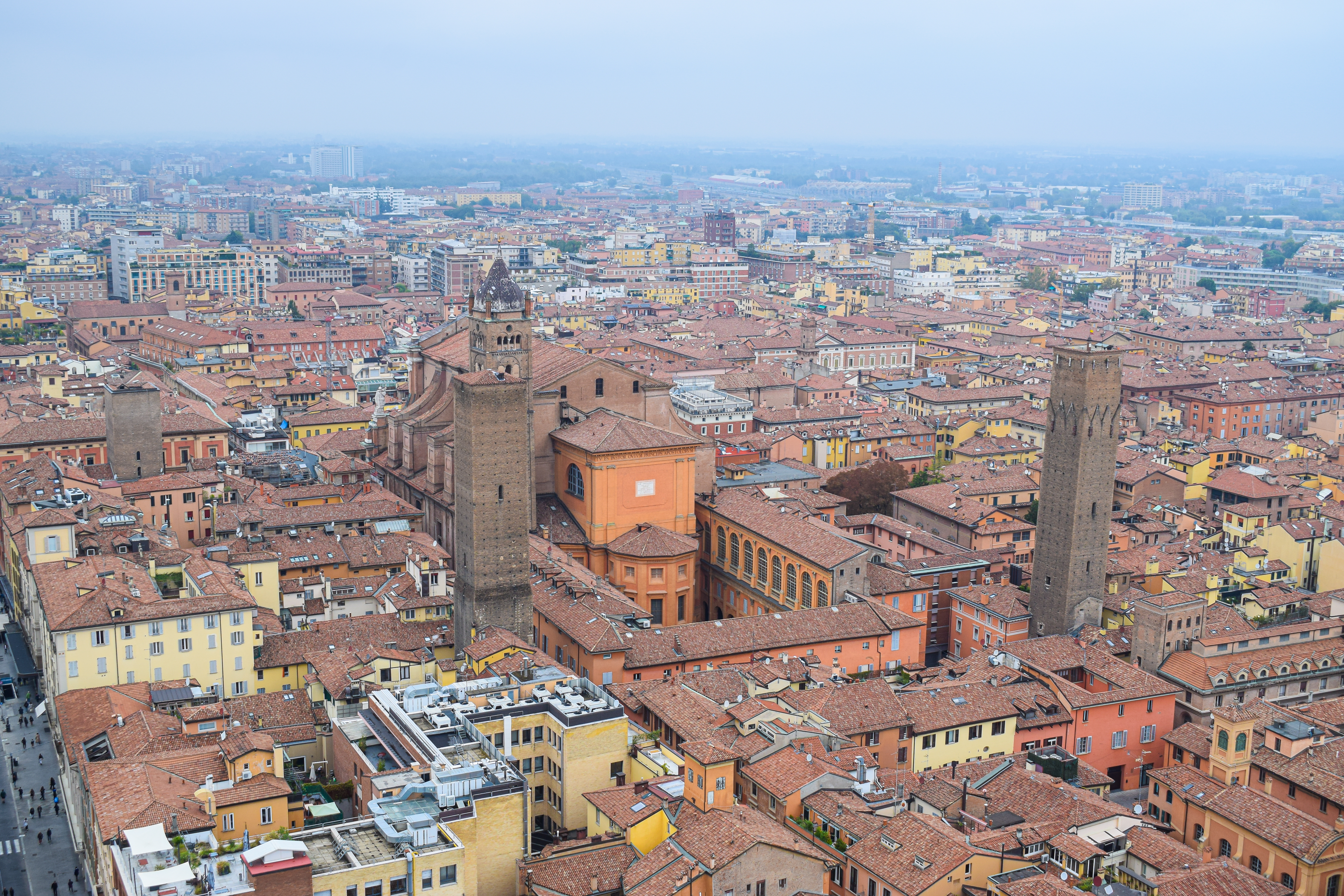
Veduta della Cattedrale dalla Torre degli Asinelli

Il concerto è accordato sull'intonazione detta "Sesta" (considerato l'intervallo tra la nota più grave (grossa) e quella più acuta (piccola), intervallo detto appunto di "sesta maggiore". Tale accordo, nel bolognese, visto l'effetto particolarmente solenne ed austero, è tipico dei grandi complessi basilicali. 
Il maestoso complesso campanario, magistralmente installato su un robusto castello in legno di epoca settecentesca, risulta il maggiore per dimensioni dell'intera città e Arcidiocesi, nonché tra quelli suonabili col sistema "alla bolognese". I bronzi (i cui perni di rotazione sono ancora alloggiati nelle vecchie "bronzine") sono privi di qualsivoglia impianto di elettrificazione, automazione o riproduzione elettronica, e il loro suono è udibile solo grazie alla bravura e alla perizia dei maestri campanari locali, che nelle principali solennità sono chiamati a dar voce a questa importante torre. 
Analogamente ai Maggi in San Petronio, tra 1700 e 1800 anche San Pietro poté vantare una dinastia di campanari-custodi cui era affidata la cura e il suono dei bronzi di questa importante torre: si tratta dei Rasori, il cui esponente Angelo fu anche fonditore di campane (a lui si devono "mezzanella" e "piccola" del concerto della cattedrale, rispettivamente del 1789 e 1788).
Le suonate "a doppio" sul campanile della Cattedrale di San Pietro seguono attualmente il seguente calendario (suscettibile di variazioni in caso di eventi eccezionali e non prevedibili): 
- 1º gennaio, (Maria Santissima Madre di Dio, per la S. Messa Episcopale presieduta dal Cardinale Arcivescovo alle 17.30);
- Canto del "Gloria" della Solenne Veglia Pasquale presieduta dal Cardinale Arcivescovo (sabato, a data variabile) solitamente in forma ridotta con la campana maggiore battuta da ferma;
- Pasqua di Resurrezione (domenica, a data variabile), per la S. Messa Episcopale presieduta dal Cardinale Arcivescovo alle 17.30;
- Settimana di presenza della Sacra Immagine della Beata Vergine di San Luca in Cattedrale (la settimana antecedente la solennità dell'Ascensione del Signore); appuntamenti fissi sono al sabato all'arrivo della processione in Cattedrale; quindi il mercoledì pomeriggio per la processione in piazza Maggiore con benedizione dell'Arcivescovo dal sagrato della Basilica di San Petronio (ove sono solitamente presenti anche le campane autotrasportate), infine la domenica della Solennità dell'Ascensione sia la mattina che al pomeriggio, per i secondi Vespri e la partenza della processione che riaccompagna la Sacra Immagine al Santuario sul Colle della Guardia;
- Solennità dei Santi Pietro e Paolo (29 giugno);
- Vigilia del Natale del Signore (24 dicembre);
- Natale del Signore (25 dicembre), per la Santa Messa Episcopale presieduta dal Cardinale Arcivescovo alle 17.30.

### Interno

#### Navata centrale

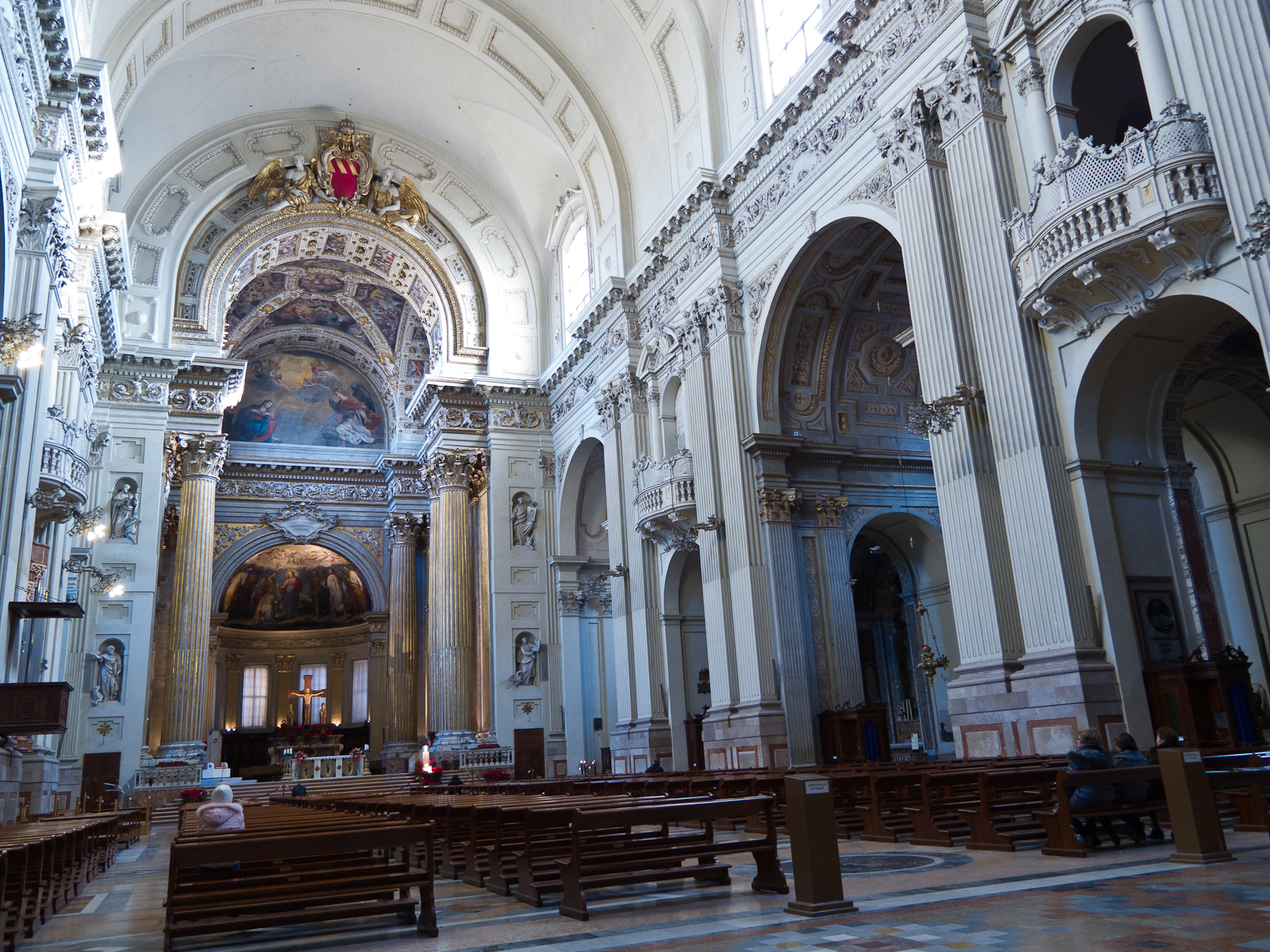
Interno

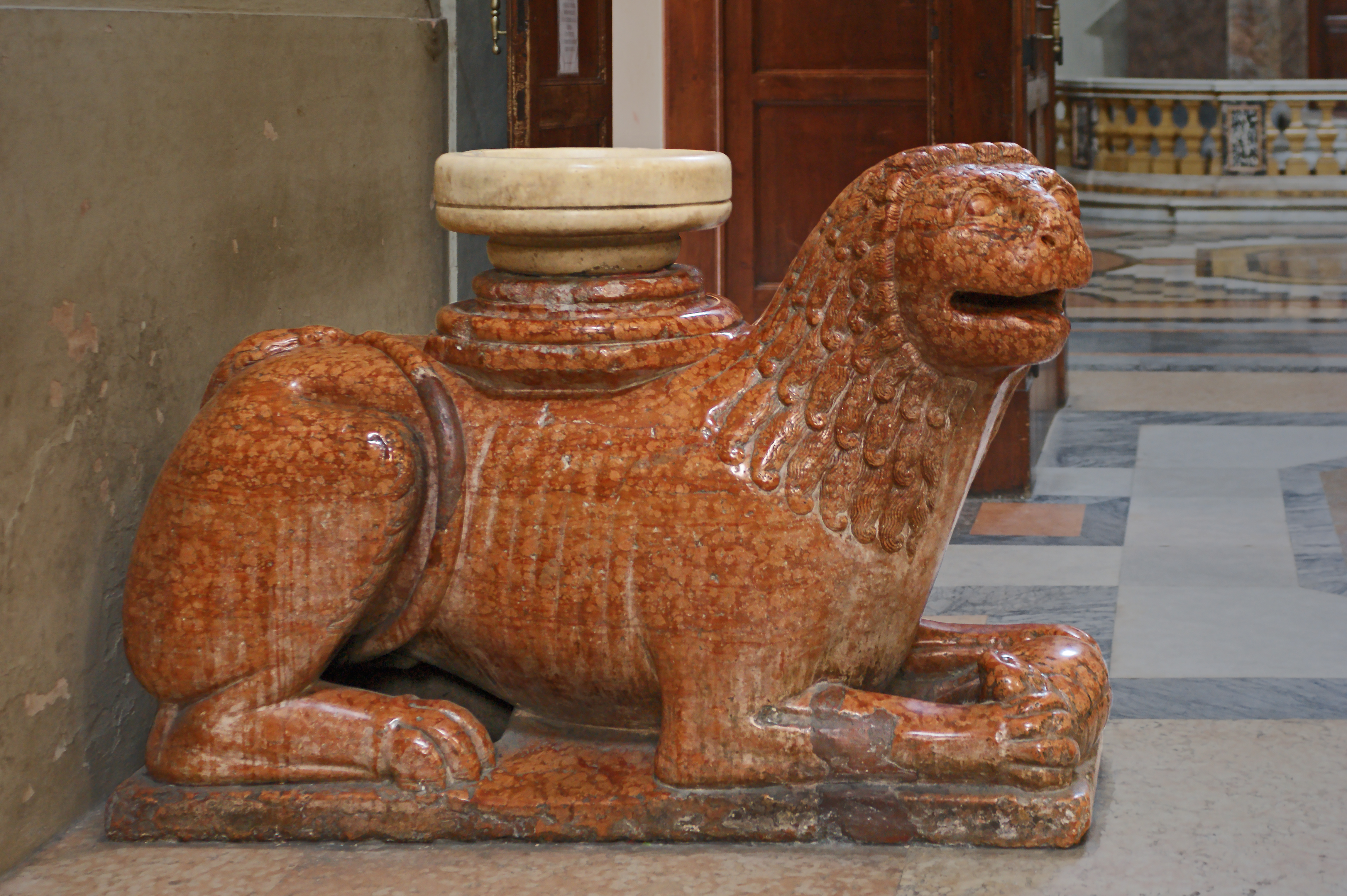
Acquasantiera

L'interno, in contrapposizione alla tripartizione dell'esterno, è un enorme spazio, molto largo (m 42,89) in rapporto alla lunghezza (m 89,60), racchiuso da una volta a botte lunettata e diviso in tre navate, di cui le due laterali anguste e buie di poco più di 5 m e quella maggiore larga 25, quasi come la basilica vaticana, luminosissima per sette grandi finestroni, tre sulla parete di destra, tre su quella di sinistra e uno in controfacciata, e rigorosa se non per i quattro coretti aggiunti dal Torreggiani nel 1755. Il pavimento, ricco, fu collocato tra il 1902 e il 1905 su disegno di Silvio Gordini.
La controfacciata disegnata dal Torreggiani fra il 1743 e il 1747 mostra un portale longilineo ed elegante ornato da statue di Lorenzino del Mazza che rappresentano il compimento della chiesa e i doni ricevuti dal papa Benedetto XIV sopra la porta e nelle nicchie laterali quattro Dottori della Chiesa. Ai lati della porta maggiore, due antichi leoni stilofori, provenienti dalla Porta dei Leoni, sorreggono altrettante acquasantiere.

#### Navate laterali
Le cappelle laterali, cinque per lato nella navata, sono intervallate da ambulacri sormontati da coretti che si aprono con cantorie sulla navata maggiore. La prima a sinistra, Cappella del Battistero, oltre a presentare la colonna tortile della Porta dei Leoni, non ha altare ma soltanto una grande vasca battesimale marmorea, opera del 1698 del lorenese Ferdinand de Saint-Urbain. Alla parete di fondo, entro una finta architettura di Stefano Orlandi, Il battesimo di Cristo di Ercole Graziani, della metà del Settecento.
La seconda, Cappella del Sacro Cuore, angusta perché si trova all'interno di un robustissimo sistema architettonico di sostegno che si ripete in tutte le cappelle pari, è decorata con stucchi di Ferdinando Rossi e da una pala d'altare di Giuseppe Cassioli del 1925 che rappresenta Gesù in trono, che mostra il Sacro Cuore alle sante monache Margherita Maria Alacoque e Geltrude.
La terza, Cappella del Santissimo Sacramento o Cappella Lambertini, fu ristrutturata intorno al 1731 dal Torreggiani che pose marmi e fusioni in bronzo su cui al centro spicca la pala del 1737 di Donato Creti raffigurante Sant'Ignazio di Loyola.
La quarta, Cappella delle reliquie, presenta nell'ancona un'ornato marmoreo di Pietro Fiorini realizzato a cavallo tra la fine del 1500 e l'inizio del 1600 con sulla cimasa due angeli in marmo attribuiti a Lazzaro Casario, morto nel 1588. Nella grande nicchia giacciono delle reliquie del cardinale Paleotti coperte dalla replica di un'immagine mariana venerata in Roma presso la basilica di San Lorenzo in Damaso. La decorazione interna è di Carlo Boldi del 1918 mentre gli stucchi policromi sono di Ferdinando Rossi del 1925.
La quinta, Cappella di Sant'Ambrogio, mostra una pala di Giuseppe Marchesi detto Sansone raffigurante Sant'Ambrogio del secolo XVIII, inserita in una maestosa architettura dipinta da Luigi Samoggia nel 1883.
Nella navata destra, la prima Cappella del Beato Nicolò Albergati presenta la balaustra e la quadratura di Stefano Orlandi che risalgono al periodo della sua costruzione (1750 circa) e la pala Consacrazione episcopale del beato Nicolò Albergati di Antonio Rossi del 1748, mentre di fronte al 1992 è stato collocato il gruppo scultoreo in terracotta detto Compianto sul Cristo morto, di Alfonso Lombardi, plasmato fra il 1522 e il 1526 in un equilibrato classicismo.

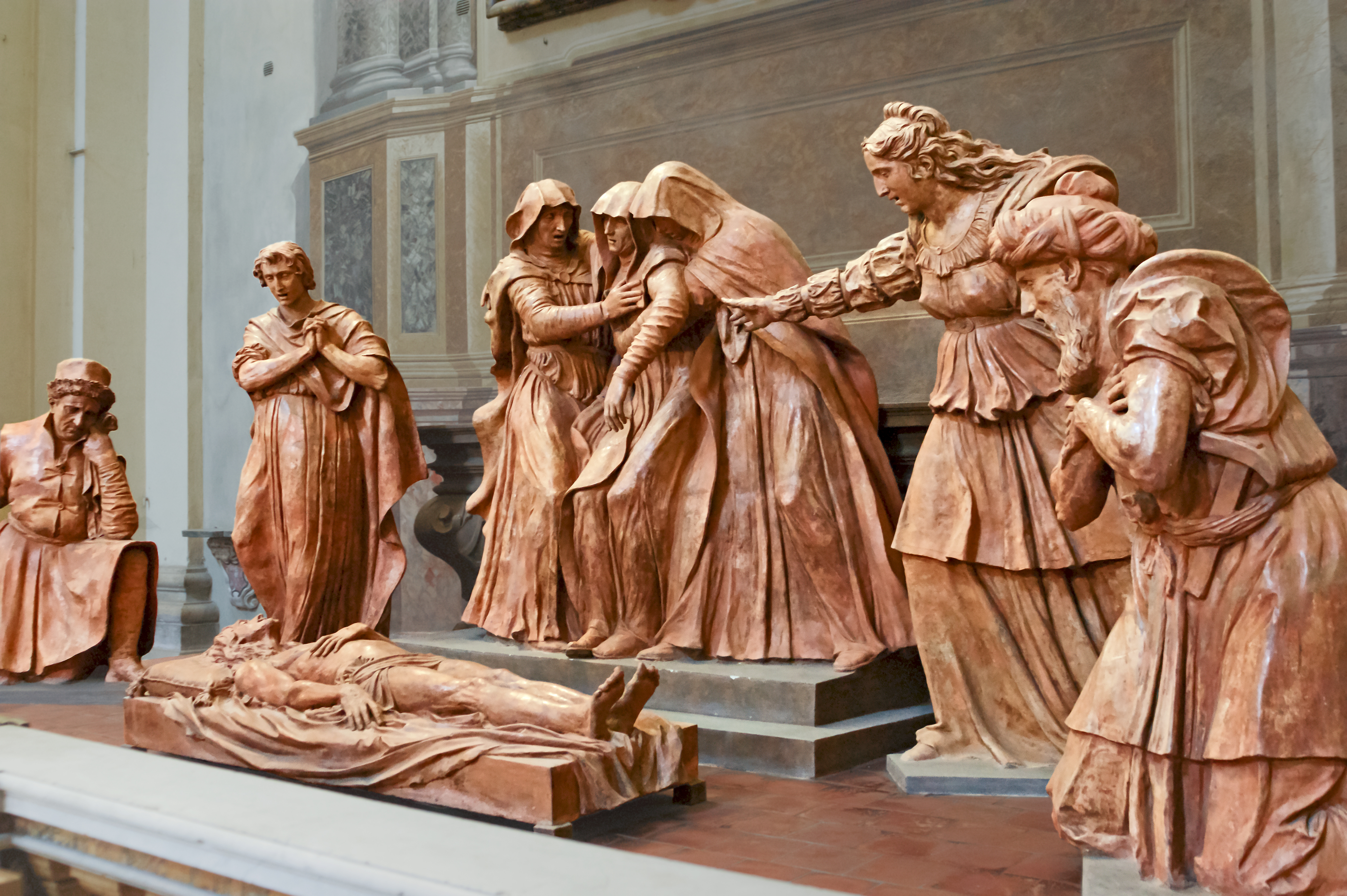
Compianto sul Cristo morto, di Alfonso Lombardi

La seconda, Cappella di Sant'Anna, mostra una prospettiva in marmi policromi di Davide Venturi del 1906 con un tempietto al centro che contiene la reliquia di Sant'Anna in rame dorato e smalti, donata dal re d'Inghilterra Enrico IV al cardinale Niccolò Albergati, con una cupoletta affrescata da Cesare Mauro Trebbi.
La terza, Cappella di Sant'Apollinare, con altare e ancona neoclassici di Angelo Venturoli e la decorazione di Flaminio Minozzi della metà del Settecento, contiene la pala Sant'Apollinare consacrato vescovo da san Pietro dipinta nel 1737 da Ercole Graziani il Giovane.
La quarta, Cappella di San Rocco, ha una decorazione realizzata da Giuseppe Antonio Ambrosi. Nella pala collocata al centro dell'altare progettato da Camillo Rusconi, la Sacra Famiglia con i santi Rocco e Giacomo Maggiore di Marcantonio Franceschini dipinto fra il 1727 e il 1728. Contestualmente nel sottarco Franceschini dipinge San Petronio e san Pancrazio. Nella cupola sopra la navata Apparizione al santo papa Celestino I di san Pietro che lo induce ad eleggere san Petronio vescovo di Bologna di Vittorio Bigari del 1730.
La quinta, Cappella di San Carlo Borromeo, con architettura illusoria di Luigi Samoggia del 1883 vi è la pala San Carlo che distribuisce l'elemosina dipinta da Donato Creti nel 1740.
Dal fondo delle navate minori, dalla parte opposta della controfacciata, si esce dalla chiesa attraverso due porte su cui risalta in quella di sinistra la Memoria di papa Gregorio XV Ludovisi dello scultore Gabriele Brunelli e in quella di destra un medaglione dorato, opera di Giuseppe Maria Mazza degli inizi del XVIII secolo. Di fianco alla porta una Leonessa seduta che allatta due leoncini, in marmo rosso veronese, forse proveniente dalla Porta dei Leoni. Interessanti le statue di medie dimensioni che compongono un presepio, che vengono collocate durante il periodo natalizio, realizzate negli anni 40 dallo scultore Cesarino Vincenzi.

#### Cappella maggiore e cripta

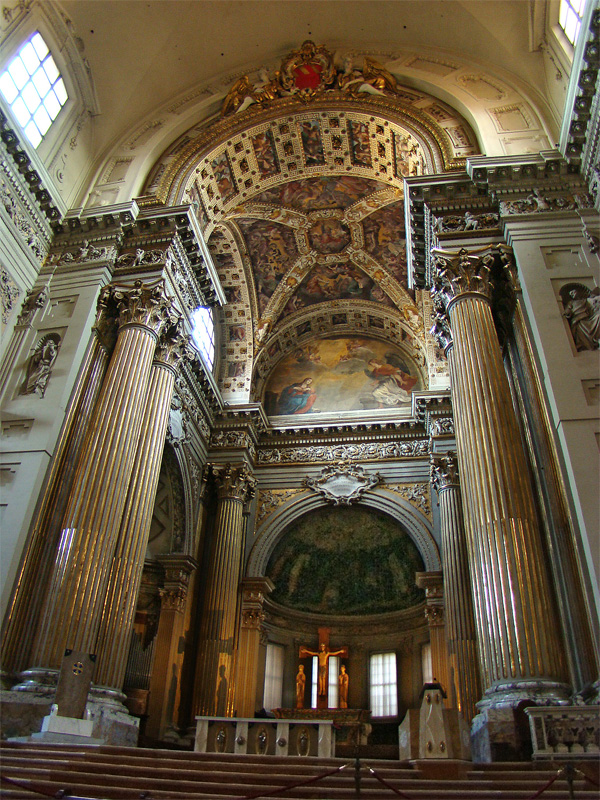
Il presbiterio

La tribuna è interamente occupata dal presbiterio, opera di Domenico Tibaldi, sopraelevato di alcuni gradini dal resto della chiesa, e si articola in un corpo a pianta quadrata coperto con volta a crociera che si apre con due absidi, una per ogni lato, e dall'abside vera e propria, semicircolare. Al di sopra del colossale arco trionfale, due Angeli reggono lo stemma di papa Gregorio XV. La cappella maggiore appare riccamente decorata: nella crociera e negli arconi l'Eterno Padre, affresco di Prospero Fontana del 1579, nel catino dell'abside Cristo che consegna le simboliche chiavi a san Pietro affrescato da Cesare Fiorini e Cesare Aretusi a cavallo tra il 1500 e il 1600, e nel lunettone di fondo sotto la volta, l'Annunciazione di Maria dipinta da Ludovico Carracci nell'ultimo anno della sua vita, il 1619.
L'altare maggiore in marmi policromi è opera di Alfonso Torreggiani ed è sormontato da una pregevole Crocifissione romanica in legno di cedro del XII secolo, costituita dalle statue di Gesù sulla croce, della Maddalena e di San Giovanni Evangelista.
Dalla cappella maggiore si accede alla cripta che fa da base alla cappella maggiore. Nel sacello è stato collocato un Cristo risorto bronzeo, opera moderna di Paolo Gualandi, mentre sono visibili anche una pala d'altare rappresentante Sant'Orsola di Gian Giacomo Sementi della prima metà del XVII secolo, nella nicchia delle reliquie la Resurrezione della carne di Gian Pietro Cavazzoni Zanotti della metà del XVIII secolo e una pala con una Pietà dell'inizio del secolo XVI.
La cripta ospita il sepolcro di Giovanni Acquaderni, fondatore (assieme a Mario Fani) della Società della Gioventù Cattolica Italiana, poi diventata Azione Cattolica Italiana.

#### Sagrestie
Dietro il campanile si trovano la sagrestia e la sagrestia capitolare. La prima contiene diversi dipinti tra i quali Cristo legato alla colonna di Giovan Luigi Valesio degli inizi del XVII secolo, Testa di Cristo coronato di spine e due testine d'angelo di Guido Aspertini della fine del XV secolo, S. Pietro liberato dal carcere, tela di Girolamo Negri detto Boccia della fine del XVII secolo, la Beata Vergine con il Figlio in gloria, fra i santi Domenico ed Antonio, opera tarda di Elisabetta Sirani dipinta tra il 1664 e il 1665, il Crocifisso fra i santi Pietro, Maria Maddalena e Giacomo di Bartolomeo Ramenghi detto Bagnacavallo il Vecchio del 1522, il Beato Ludovico Morbioli di Giulio Morina del 1593, una copia abbastanza affrettata eseguita da Alessandro Tanari attorno al 1614 dei mirabili affreschi della cappella Garganelli, perduta e Papa Gregorio XIII in preghiera davanti alla Pietà, alla presenza di S. Rocco, opera di Giovanni Maria Tamburini del 1640.
Al centro della volta, poi, S. Pietro in gloria tela di Giovanni Francesco Spini del 1680.
Nel mezzo della volta della Sagrestia capitolare, S. Pietro piangente davanti alla Vergine opera tarda (1616) di Ludovico Carracci e alle pareti quattro intensi ovali della metà del XVIII secolo rappresentanti S. Pietro, S. Paolo, S. Zama e S. Petronio di Ercole Graziani il Giovane. Degni di nota anche un espressivo busto di S. Pietro del secolo XIX e il bel Crocifisso in bronzo dorato del secolo XVII.
In sagrestia anche paramenti antichi e gli arazzi tessuti a Roma su disegno di Anton Raphael Mengs donati da Benedetto XIV.

#### Organi a canne
Nella cattedrale si trovano tre organi a canne:
- il vecchio organo maggiore, in abbandono dal 1995 ma integro nel suo materiale fonico, venne costruito nel 1925-1929 dall'organaro cremonese Giuseppe Rotelli, con riutilizzo delle canne dei precedenti organi Gatti; a trasmissione elettropneumatica, dispone di 50 registri su tre manuali e pedale e si articola in tre corpi, uno per ciascuna delle tre absidi e due sulle tribune della navata più vicine al presbiterio; tale strumento include il materiale fonico di due precedenti, costruiti rispettivamente da Vincenzo Sormani e Giovanni Battista Greppi nel 1637-1641 (sulla cantoria alla sinistra del presbiterio) e da Giuseppe, Filippo e Francesco Gatti nel 1748-1752 e nel 1756-1757;[9]
- l'attuale organo fu costruito nel 1997-2000 dalla ditta organaria Paccagnella con materiale di Laukhuff; è situato in corpo unico a pavimento sotto l'arco che mette in comunicazione la navata con l'ambulacro tra la seconda e la terza cappella laterale, e dispone di 54 registri su tre manuali e pedale, con trasmissione meccanica per manuali e pedale, servo-assistita per i registri;
- l'organo della cripta, a pavimento nel transetto di sinistra, venne costruito da Antonio Bartolotti nel 1785; ha 8 registri su unico manuale e pedaliera a leggio.[10]